# Universidade Católica do Sagrado Coração

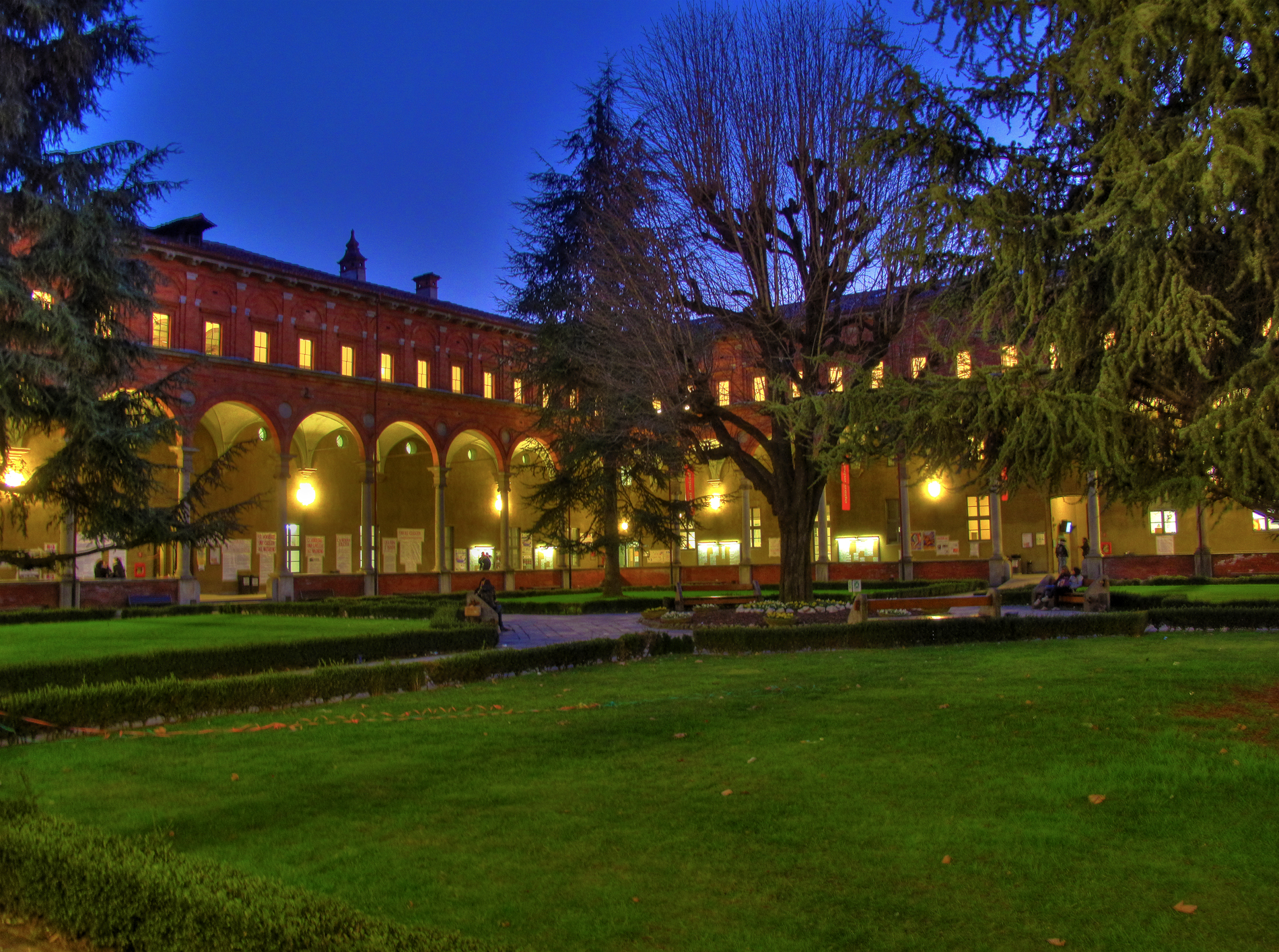
Parte externa da universidade em Milão

A Universidade Católica do Sagrado Coração (em italiano Università Cattolica del Sacro Cuore; UCSC) é uma universidade privada italiana fundada em 1921, com sede central em Milão e campi em Bréscia, Placência e Cremona, Roma e Campobasso.
É a maior universidade não-estatal da Europa e a universidade católica do mundo, em número de inscritos. Em 2006/2007, contava com 36.294 estudantes e 4.160 docentes. Para a UCSC foi concedida cinco estrelas pelo sistema de classificação internacional das universidades, QS World University Rankings, nas seguintes áreas: empregabilidade, ensino, instalações e engajamento.

## História

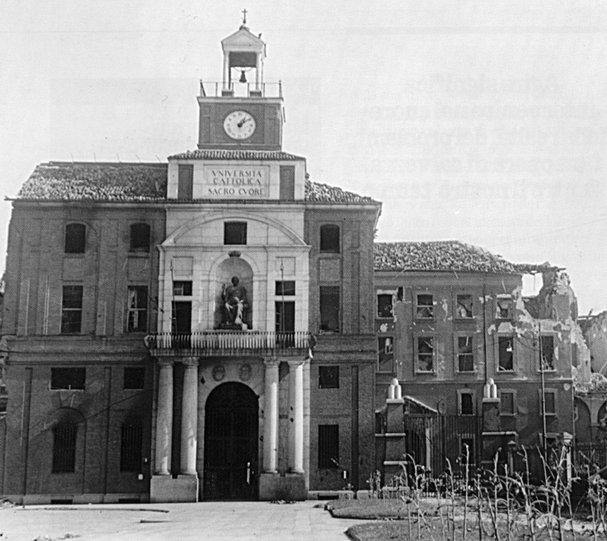
Parte bombardeada da Universidade em 1943

O projeto embrionário de uma universidade católica foi criada 1870. Em setembro de 1918, quando a Primeira Guerra Mundial estava terminando, Giuseppe Toniolo, antes de morrer, recomendou ao Padre Agostino Gemelli e sua equipe para criar a Universidade com as seguintes palavras: "Eu não vejo o fim da guerra, mas, quando ele for concluído, faça isso, faça a Università Cattolica".

## Reitor
O Magnifico Rettore é o mais alto cargo nesta instituição, eleito a cada 4 anos pelo conselho de administração. O papel do reitor é representar a Universidade, convocar e presidir o conselho de administração, a comissão de gestão, o senado acadêmico e a diretoria da Policlínica Gemelli.

## Código de ética
Em 1 de novembro de 2011 foi introduzido o código de ética. Este documento contém os valores que caracterizam a Universidade e as regras de conduta. Cada aluno deve assinar o código antes de se matricular.

## Associações de estudantes
Nos cinco campi, há uma série de associações de estudantes. Eles organizam atividades culturais e publicam várias revistas que são distribuídas gratuitamente dentro da universidade. As associações também são ativos tanto em questões relativas a UCSC, tanto em questões sociais.

## Leitura de apoio
- Gemelli, Agostino (1979). Vita e pensiero. Milano: AA.VV.
- AA.VV., "Francesco Olgiati nel centenario della nascita" in Vita e Pensiero, Milano 1986.
- AA.VV., "L'Università Cattolica a 75 anni dalla fondazione. Riflessioni sul passato e prospettive per il futuro" in Vita e Pensiero, Milano 1998.
- AA.VV., "Per una storia dell'Università Cattolica del Sacro Cuore. Settantacinque anni di vita nella Chiesa e nella società italiana" in Vita e Pensiero, Milano 1997.
- AA.VV., Uomini e fatti dell'Università Cattolica, Antenore, Padova 1984.
- AA.VV., "Vita e Pensiero 1914-1964", Vita e Pensiero, Milano 1966.
- G. Ambrosio, "L'avventura entusiasmante dell'università Cattolica" in Vita e Pensiero, Milano 2006.
- A. Barelli, La sorella maggiore racconta, Edizioni OR, Milano 1948.
- P. Bondioli, "L'Università Cattolica in Italia dalle origini al 1929" in Vita e Pensiero, Milano 1929.
- T. Cesana, Fra Agostino Gemelli. Dalla nascita alla professione religiosa (1878-1904), Edizioni Biblioteca Francescana 1978.
- A. Caloja, Francesco Vito, Rusconi, Milano 1998.
- G. Cosmacini, Gemelli. Il Machiavelli di Dio, Rizzoli, Milano 1985.
- G. Dalla Torre, "La grande meta. L'Università Cattolica nei voti e nell'opera dei cattolici italiani" in Vita e Pensiero, Milano 1945.
- C. Leonardi, F. Franceschini (1906-1938): scritti, documenti, comunicazioni, testimonianze, Ed. Dehoniane, Bologna 1986.
- L. Mangoni, "L'Università Cattolica. Una risposta della cultura cattolica alla laicizzazione dell'insegnamento superiore" in AA.VV., Storia d'Italia, Annali, IX, a cura di G. Chittolini, G. Miccoli, Einaudi, Torino 1986.
- A. Oberti, Giuseppe Lazzati. Testimone libero e impareggiabile maestro, AVE, Roma 1999.
- A. Oberti, Giuseppe Lazzati. Tappe e tracce di una vita, AVE, Roma 2000.
- F. Olgiati, Vico Necchi. "Un maestro di fede e di vita" in Vita e Pensiero, Milano 1952.
- F. Olgiati, L'Università Cattolica del Sacro Cuore, I, Vita e Pensiero, Milano 1955.
- E. Preto (a cura di), "Bibliografia di Padre Agostino Gemelli" in Vita e Pensiero, Milano 1981.
- E. Preziosi (a cura di) Largo Gemelli, 1. "Studenti, docenti e amici raccontano l'Università Cattolica" in Vita e Pensiero, Milano 2003
- E. Severino, Il mio scontro con la chiesa, Milano, Rizzoli, 2001.
- M. Sticco, Padre Gemelli. Appunti per la biografia di un uomo difficile, Edizioni OR, Milano 1974.
- W. Willinghton, A. Grasso, Italian Students 2008.2009, Dreams Creek, Milano e New York 2009.